# Lacerta anatolica
Lacerta anatolica este o specie de șopârle din genul Lacerta, familia Lacertidae, ordinul Squamata, descrisă de Yehudah L. Werner în anul 1902.

## Subspecii
Această specie cuprinde următoarele subspecii:
- L. a. aegaea
- L. a. anatolica